# Cheatham Annex
Cheatham Annex est une base navale, située près de Williamsburg, en Virginie, sur la rivière York à environ 35 miles au nord-ouest de Norfolk. Bien que Cheatham Annex n'ait pas été développée avant juin 1943, le terrain sur lequel se trouve la base à la particularité d'avoir été associé à tous les conflits relevant de la liberté et de l'indépendance des États-Unis. La mission de Cheatham Annex comprend l'approvisionnement des navires de la flotte de l'Atlantique et offre des possibilités de loisirs pour le personnel militaire et civil.

## Géographie
Cheatham Annex  est située en dehors de Williamsburg dans le comté de York, en Virginie. Elle est située à côté de la York River (Virginie), à environ 15 miles en amont de la baie de Chesapeake. L'altitude moyenne du site est d'environ 8 mètres. La partie orientale de Cheatham Annex est composée de terrains fédéraux représentant 1 579 hectares et délimitée par l'entrée de la rivière Queen Creek dans la rivière York, au nord.  La frontière occidentale est bordée par des terrains sous contrôle du Département de l'Intérieur des États-Unis(DOI).
La partie ouest de Cheatham Annex est délimitée au nord par la Colonial Parkway. La frontière à l'Ouest et au Sud est adjacente à des terres non fédérales. Il y a plusieurs étangs et lacs à côté de Cheatham Annex, y compris Penniman lac, Youth Pond, Jones Pond, et Cheatham Pond.

## Histoire

### Avant leXIXesiècle
Le site se trouve au centre du triangle historique Jamestown-Williamsburg-Yorktown, à l'emplacement d'un ancien village amérindien. Les cartes anciennes et d'artefacts indiquent la présence d'un village indien dans la région de Penniman Spit, situé sur les terrains actuels de la base. La mission jésuite espagnole qui s'était installée dans la région a été anéantie par les Indiens en 1572. Au début du XVIIe siècle, les Indiens sont progressivement déplacés par l'installation de colons. Depuis la fondation de Jamestown en 1607 à la dissolution de la société Virginia Company en 1624, la colonisation se limite à la James River (Virginie), et pratiquement tout le monde dans la colonie vivait sur les rives de cette rivière.
Dans les années 1780, les troupes britanniques de Charles Cornwallis et le général Washington ont utilisé le site de Cheatham durant les opérations militaires de la Guerre d'indépendance des États-Unis.
En avril 1862, lors du Siège de Yorktown (1862), Cheatham Annex et la ville de Yorktown ont été pris sous le feu d'une des grandes concentrations d'artillerie de l'histoire américaine.

### Première moitié duXXesiècle
L'aménagement de la zone a été utilisé principalement pour l'agriculture jusqu'à la Première Guerre mondiale. Durant la guerre, la compagnie DuPont de Nemours construit une grande usine de fabrication d'explosif, poudre et obus de gros calibre exploité sous contrat avec le gouvernement des États-Unis entre 1917 et 1918. L'installation est composée d'environ 3 300 hectares et comprend ce qui est maintenant Cheatham Annex, le United States Department on the Interior National Park Service et le Virginia Department of Emergency Services. L'installation est fermé en 1918. En mai 1919, moins de 100 personnes sont encore présente dans la ville de Penniman qui a compté près 15 000 résidents et en 1920 les terrains redeviennent pour l'essentiel des terres agricoles. Il ne reste qu'un site de préparation de munition et d'explosif pour le stockage à long terme et l'expédition vers les dépôts permanents de munitions des États-Unis. De 1926 à 1942, le site n'est utilisé que pour l'agriculture ou laissé inactif.

### La Seconde Guerre mondiale
Avec le déclenchement de la Seconde Guerre mondiale, le gouvernement américain lance la construction à Cheatham, le 27 août 1942, d'une première jetée de près de 870 mètres de long et 8 mètres de large. Au début de septembre 1942, on commence la construction de 10 magasins, un bâtiment administratif, et de tous les bâtiments et services nécessaires pour faire de Cheatham une installation navale opérationnelle. Les entrepôts, d'une taille de 36 mètres sur 252 mètres, avec un étage, offrent environ 93 000 mètres carrés d'espace de stockage couvert. Cheatham Annex est mise en service par la Marine le 21 juin 1943. L'établissement est rebaptisé FISC Cheatham Annex en l'honneur de Joseph Johnston Cheatham, cinquième et huitième commandant du Naval Supply Depot Norfolk.

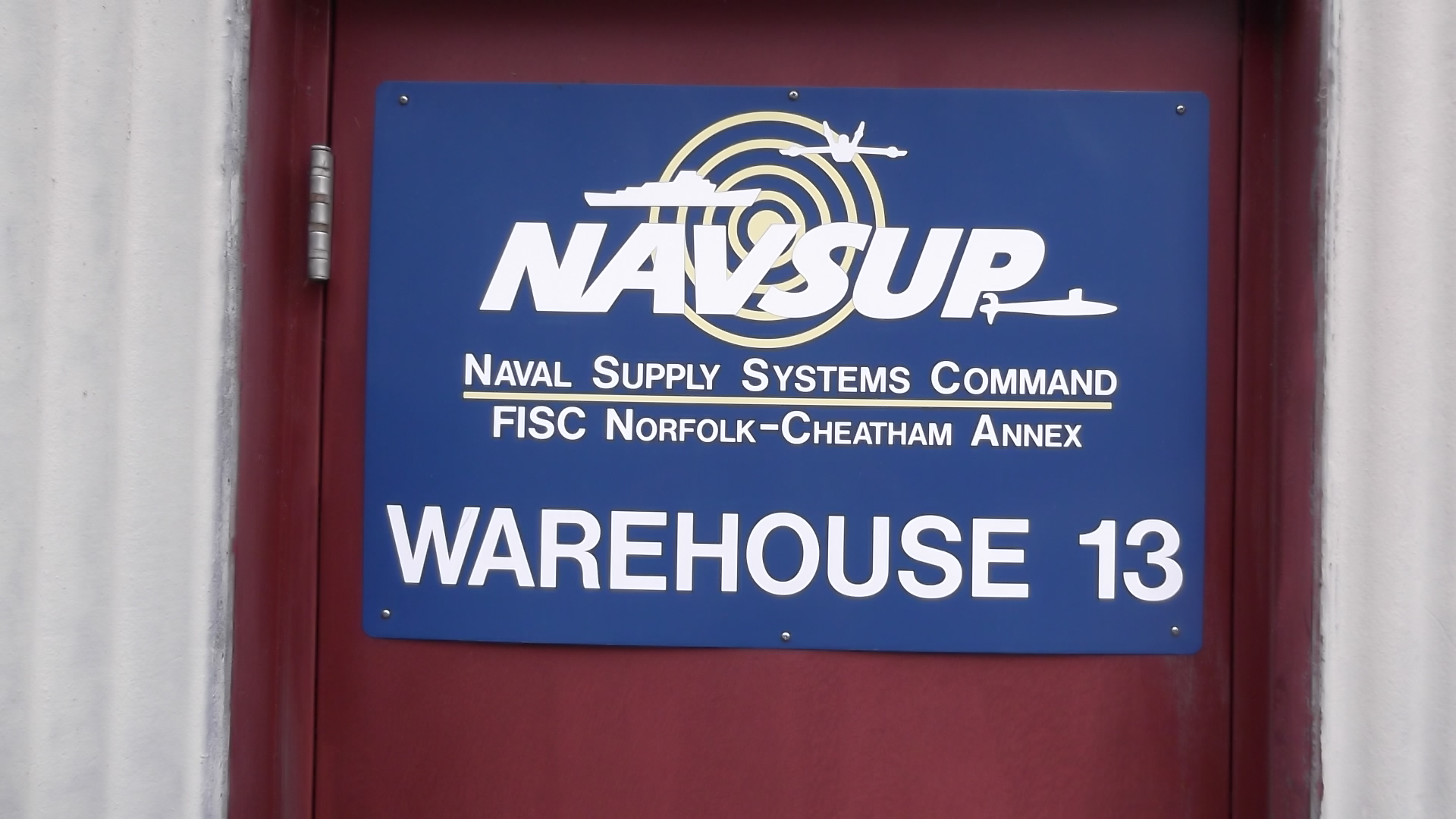
Porte du Warehouse 13

Le deuxième groupe d'entrepôts est construit en 1945, soit six magasins supplémentaires, qui permettent de doubler la capacité de stockage de la base, Construit sur une charpente en acier, ils mesurent 200 pieds de large et 835 pieds de long. Un hangar de transit de 1500 pieds de long et 240 pieds de large est aussi construit en acier, de même qu'un bâtiment de stockage à froid, de 677 pieds par 200 pieds, (agrandi à 877 pieds de longueur).
En mars 1943, la construction d'un parc de stockage important commence près du dépôt de carburant de Yorktown. Quinze nouveaux réservoirs souterrains, d'une capacité de 50 000 barils chacun, sont installés  pour le stockage de mazout. Trois de ces réservoirs sont utilisés pour le stockage de gazole. Un quai de ravitaillement en bois en forme de T est construit sur la rivière York, d'une taille de 2625 pieds de long et une tête de 910 pieds de long.
Cheatham Annex fournit donc des installations de stockage en vrac pour le compte du Naval Supply Depot et sert de point d'expédition à l'étranger tout au long de la Seconde Guerre mondiale.

## Missions et activités récentes

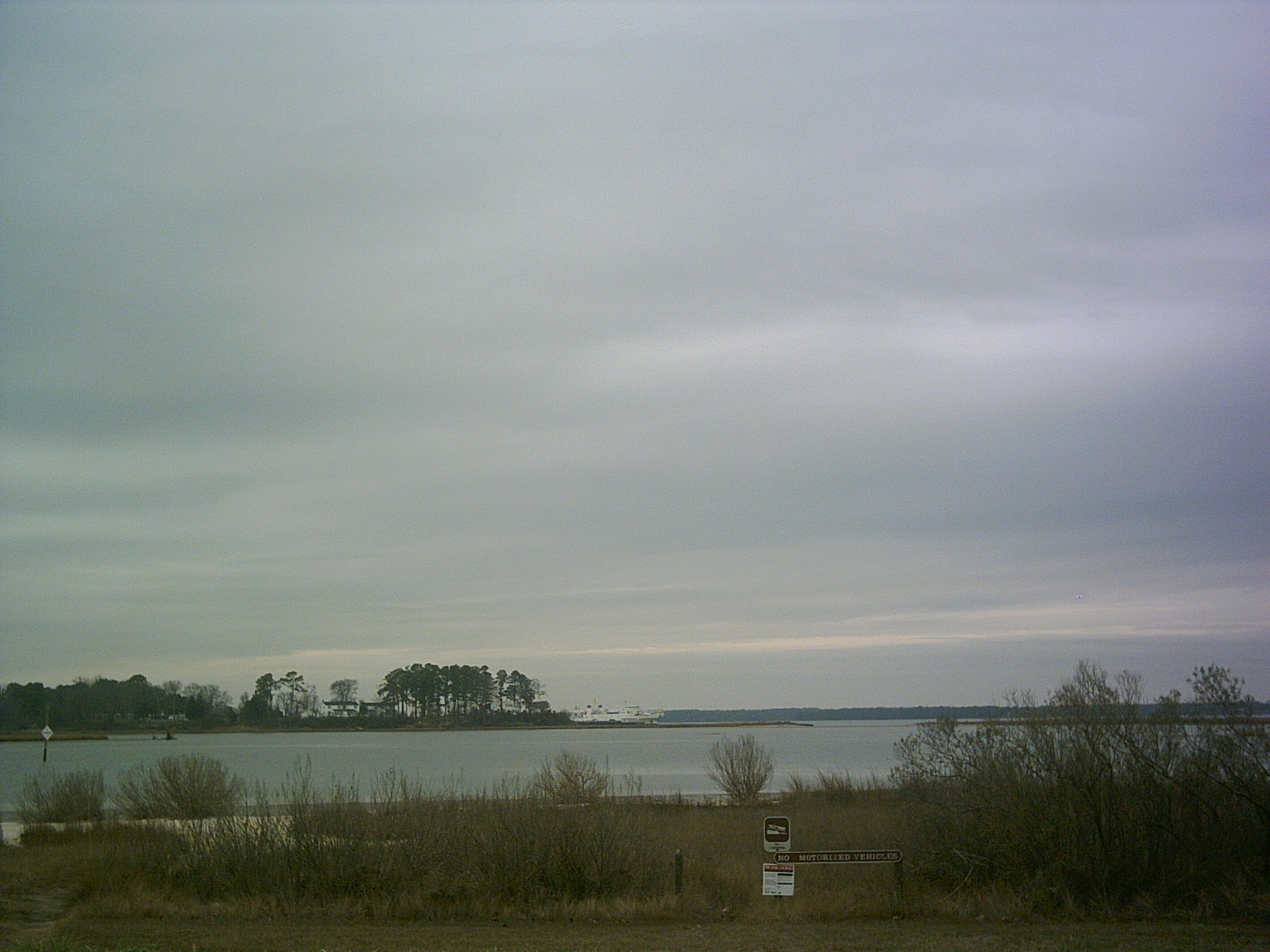
Cheatham Annex depuis le Colonial Parkway

L'établissement fournit des services complets de soutien et d'approvisionnement. Au 50e anniversaire de l'installation, en 1993, la base est occupée par 128 civils et 627 militaires et 307 réservistes. Cheatham Annex (CAX) a également surnommé capitale logistique de la Marine. Il y a actuellement dix-huit entrepôts, fournissant environ 2,3 millions de pieds carrés d'espace non chauffé et 300 000 pieds carrés d'espace à humidité contrôlée. Les installations de Cheatham Annex peuvent également accueillir 10 bataillons de réserve, et quatre régiments en déploiement.
CAX occupe actuellement 2 300 hectares. La base est divisée en deux parcelles. Presque toutes les activités à CAX (administration, formation, maintenance, support et logement) ont lieu dans la partie qui longe la York river. La petite parcelle située au sud de la Colonial National Historic Parkway contient l'étang Jones et est principalement utilisée comme une zone de protection du bassin versant. Aujourd'hui, la mission de CAX comprend l'approvisionnement des navires de la flotte de l'Atlantique et offre des possibilités de loisirs pour le personnel militaire et civil, prise en charge par le Navy Morale Welfare and Recreation (NMWR).
Un nouveau complexe de formation et logistique a été achevé en septembre 2013. Le centre de formation se compose de deux bâtiments, avec une salle de 600 pieds carrés prévue pour le matériel chimique, un nouveau quai, un entrepôt et une cale de formation avec des grues de levage.